# Neurosymploca pagana
Neurosymploca pagana is een vlinder uit de familie bloeddrupjes (Zygaenidae). De wetenschappelijke naam van deze soort is voor het eerst geldig gepubliceerd in 1892 door Kirby.
De soort komt voor in tropisch Afrika.